# Naturschutzgebiet Piepenbruch
Das Naturschutzgebiet Piepenbruch mit 2,3 ha Flächengröße liegt östlich von Langscheid im Stadtgebiet von Sundern und im Hochsauerlandkreis. Das Gebiet wurde 2019 mit dem Landschaftsplan Sundern durch den Kreistag des Hochsauerlandkreises als Naturschutzgebiet (NSG) ausgewiesen. Vorher war die Fläche im Landschaftsplan Sundern aus dem Jahr 1993 ohne jede Schutzausweisung. Das NSG ist umgeben vom Landschaftsschutzgebiet Flasmecketal.

## Beschreibung
Beim NSG handelt es sich um quellig vernässte, z. T. binsenreiche Weidebereiche am grünlandgenutzten ostexponierten Talhang zum Bach  Flasmecke. Das Nass- und Feuchtgrünland ist Lebensraum seltener Pflanzenarten und Vogelarten.
Zum Wert des NSG führt der Landschaftsplan auf: „Nassweiden sind als ehemals weiter verbreiteter Grünlandtyp der Mittelgebirgslandschaft heute nur noch relativ selten anzutreffen und daher besonders erhaltenswert. Die Fläche ist deshalb von erheblicher Bedeutung als Trittsteinbiotop.“

## Schutzzweck
Laut Landschaftsplan erfolgte die Ausweisung zum:
- „Schutz, Erhaltung und Entwicklung von Nassgrünland und seinen Lebensgemeinschaften als Trittstein- und Refugialbiotop in intensiv genutzter Agrarlandschaft.“
- „Das NSG dient auch der nachhaltigen Sicherung von besonders schutzwürdigen Lebensräumen nach § 30 BNatschG und Vorkommen seltener Tier- und Pflanzenarten.“[1]

## Gebot
Für das NSG wurde als spezielles Gebot erlassen, „das Grünland ist zu beweiden, vorzugsweise nach den geltenden Bewirtschaftungsanleitungen „Weide“ des Kulturlandschaftspflegeprogrammes des HSK.“